# Siluan Mănuilă
Siluan Mănuilă, născut Cristian Constantin Manuilă, (n. 16 septembrie 1971, Chelmac, Arad) este un episcop român, membru al Sfântului Sinod al Bisericii Ortodoxe Române. Din data de 8 iulie 2007 este episcopul ortodox român al Ungariei.